# Dogado (Einheit)
Der Dogado war eine portugiesische Masseneinheit (Gewichtsmaß) für Gold und Silber in Mosambik.
- Quelimane:1 Dogado = 6 Outavas = 21,515625 Kilogramm[1]
  - 1 Outava = 3,585937 Kilogramm[1]
- 1 Dogado = 2 Mourounos = 8 Chivingoues/Matical.[2]